# Eydoche
Eydoche là một xã thuộc tỉnh Isère, vùng Rhône-Alpes đông nam nước Pháp. Xã này nằm ở khu vực có độ cao trung bình 510 mét trên mực nước biển. Xã các 45 phút xe hơi so với Grenoble trên tuyến đường cũ Route de Lyon.